# Hans-Otto Herr
Hans-Otto Herr (* 16. August 1955 in Gau-Algesheim; † 7. Oktober 2021 in Essenheim) war ein deutscher Versicherungsmathematiker und Schachspieler.

## Leben
Herr war nach seiner Promotion in Mathematik an der Johannes Gutenberg-Universität Mainz in seinem Berufsleben als Aktuar für die DBV-Winterthur Lebensversicherung in Wiesbaden tätig.
1998 wurde Herr gemeinsam mit Markus Kreer mit dem erstmals verliehenen Gauss-Preis der Deutschen Aktuarvereinigung (DAV) und der Deutschen Gesellschaft für Versicherungs- und Finanzmathematik (DGVFM) für die Arbeiten zur Bewertung von eingebetteten Finanzoptionen in kapitalbildenden Lebensversicherungen ausgezeichnet. Anschließend wurde er von der DAV mit der Leitung der Arbeitsgruppe Implizite Finanzoptionen, deren Teilnehmer aus Aktuaren der zehn größten Lebensversicherungsunternehmen in Deutschland bestand, beauftragt. Die Erkenntnisse dieser Arbeitsgruppe wurden im Abschlussbericht 2004 publiziert und hatten Auswirkungen auf die Behandlung von impliziten Finanzoptionen in Lebensversicherungsverträgen in Solvabilität II.
Darüber hinaus war er seit 2001 Mitglied der SPD und seit 2002 im Ortsvorstand dieser Partei und als Gemeinderatsmitglied in Essenheim in der Kommunalpolitik aktiv. 2017 legte er sein Mandat aus gesundheitlichen Gründen nieder.
Herr spielte Fernschach und als Mannschaftsführer bei der Spielvereinigung Essenheim Tischtennis. Er war verheiratet und hatte drei Kinder.

## Schach
Im Fernschach war Herrs höchste Elo-Zahl 2413 im Jahre 1997. Für seinen Gewinn des fünften Halbfinales der 20. Fernschachweltmeisterschaft 1993/97 vor dem späteren SIM Čeněk Teichmann wurde ihm der Titel Internationaler Meister im Fernschach verliehen. Für die Schachfreunde Mainz spielte er am Spitzenbrett in der 2. Deutschen Fernschachbundesliga.
Im Nahschach war seine höchste Elo-Zahl 1813.

## Auszeichnungen
- 1998: Gauss-Preis (gemeinsam mit Markus Kreer)